# Тлинкиты
Тлинки́ты (тлингиты; колюжи, колюши, колюжцы) — индейский народ, проживающий на юго-востоке Аляски и в прилегающих частях Канады. Тлинкиты отличали себя от соседей: хайда, атапасков, квакиутлей, цимшианов, чугачей, эяков. По культуре тлинкиты принадлежат к индейцам Северо-западного побережья.

## Этнонимы

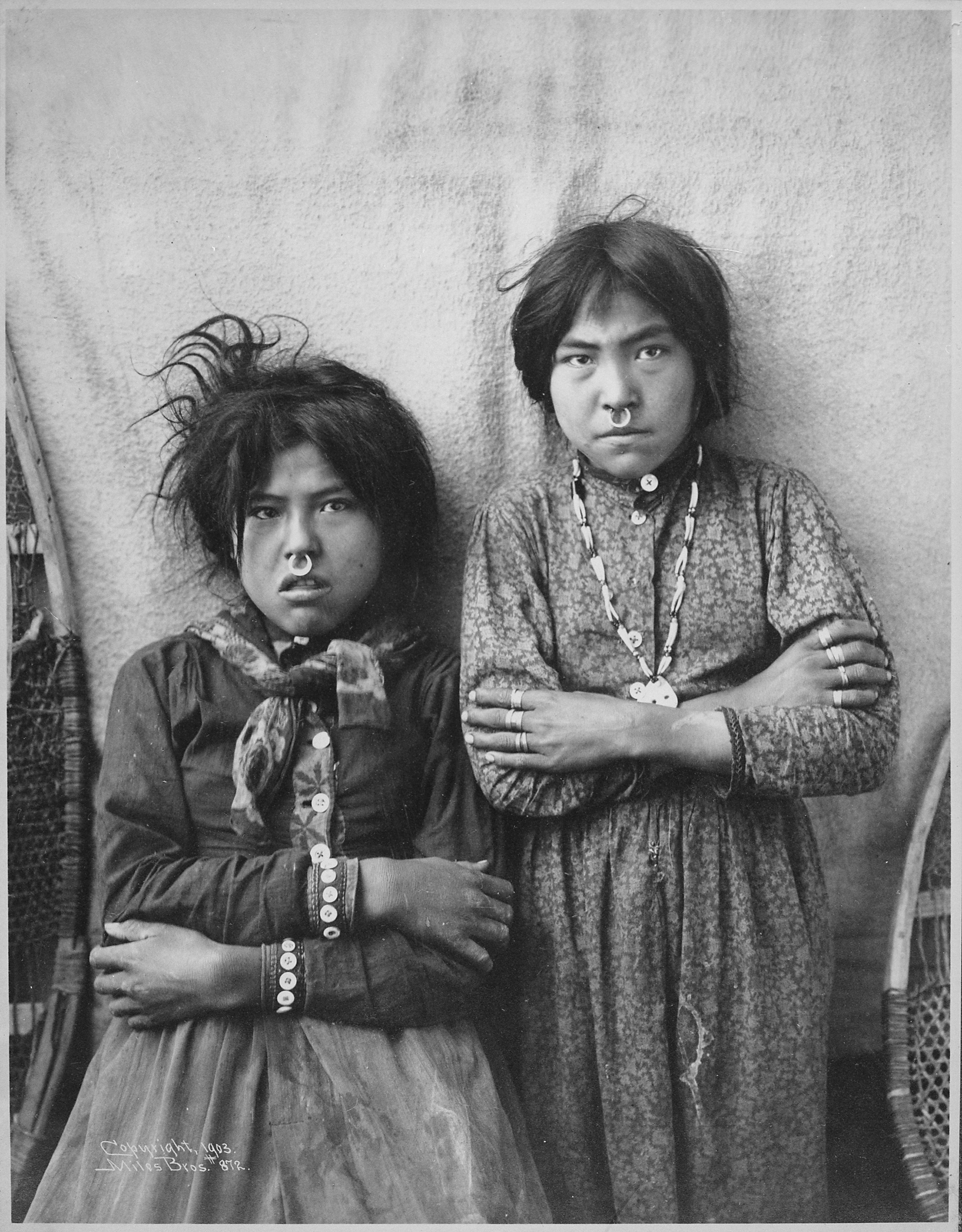
Две девочки Цакотна и Нацанитна с украшениями в носу, побережье р.Коппер, Аляска. 1903 год

Самоназвание — тлингит, возможны варианты: лингит, клинкит, означает «человек, люди».
В старых русских источниках они фигурируют под следующими названиями: ко́лоши, ко́люжи, ка́лоши, ка́люжи, ко́люши. Этноним - kulut'ruaq - русские заимствовали у алутиик, которые так обозначали женщин-тлинкиток, носящих лабреты.

## Численность

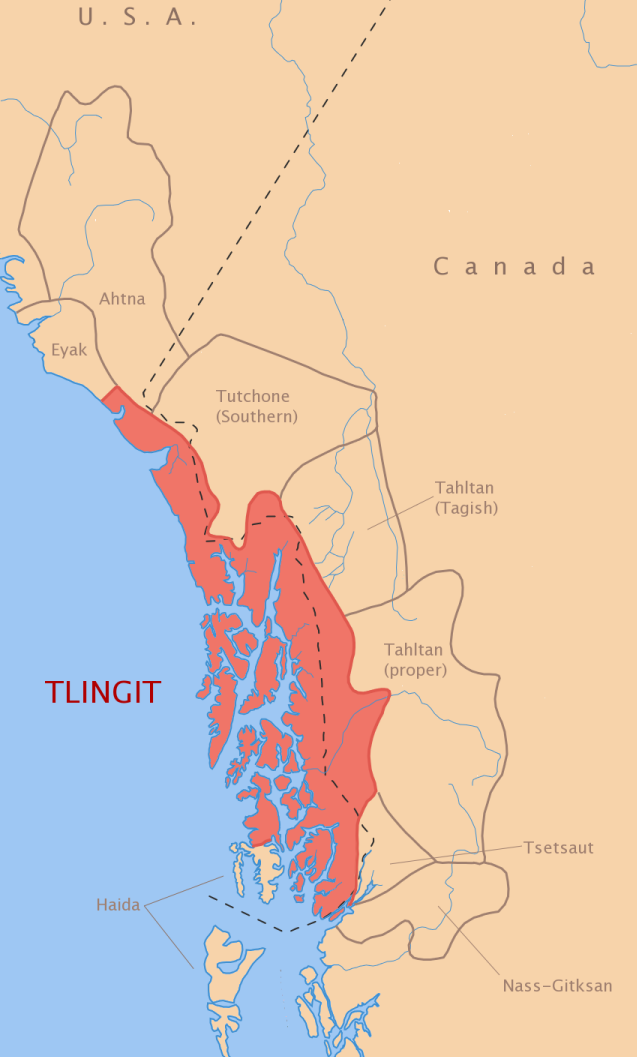
Область расселения тлинкитов

Аборигенная численность оценивается в 10 тыс. чел.

### Динамика
В 1805 году среди тлинклитов оставалось только около 10 тысяч мужчин, хотя по другим данным в начале XIX века их было около 6 тыс. чел.; более 5800 чел. в 1835 г.; около 7 тыс. чел. в конце XIX века; 3895 чел. на Аляске на 1 января 1920 г.; 4462 чел. на Аляске на 1 октября 1929 г.; около 5780 чел. в 1950 г. в 19 посёлках на Аляске; 9 тыс. чел. в 1959 г.; 9500 чел. в 1977 г.; в 1976 г. в Канаде было 534 тлинкита; в 1980 г. в США перепись населения зарегистрировала 9509 чел.; 11 тыс. чел. в 1994 г.; ныне около 19,4 тыс. чел., в том числе приблизительно 18.450 чел. в США и около 1 тыс. чел. в Канаде.

## Устройство общества и быт
В социальном плане племя делилось на фратрии, фратрии — на роды. Род матрилинейный. Племя делилось на куаны (группы).
Изначально имелось 18 территориальных подразделений (куанов), а в конце XIX века их было 14 (от 1 до 8 деревень в каждом): чилкат, ситка, якутат, стикин, аук, тонгас, таку, хуна, хуцнуву, кейк, тагиш, хенья, акой и санья.
Куан составляли несколько селений, каждый куан и каждое селение имели своего вождя. Кроме вождей (тойонов), знать составляли шаманы. Были и рабы, обычно чужеплеменники.
Селения тлинкитов состояли из домов, которые обычно строились вдоль берега реки или бухты, фасадами к воде. Небольшие селения имели по 4—5 домов, и около 100 человек населения, крупные — до 25 домов и около 1000 человек населения. Летом на рыбалке и охоте они сооружали временные шалаши. Тлинкиты вели торговлю, например с атапасками, предметы торговли: шкуры, меха, одежда.
Браки могли заключаться только между представителями родов противоположных фратрий. Брачный возраст для юношей — 17—18 лет, для девушек — 15—16. Семья была обычно парная, но было распространено и многожёнство (среди богатых). Нередко тлинкиты участвовали в военных походах, причём они имели и флотилии из каноэ. Использовалось оружие: луки, стрелы, медные и железные кинжалы, палицы с каменным ударником, вёсла, шлемы с забралом и деревянные защитные панцири.

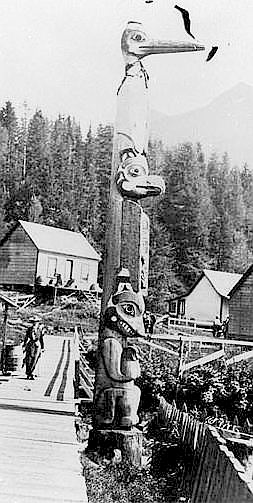
Тлинкитские тотемы в Кетчикане, Аляска

### Занятия
Основные занятия — рыбалка, главным образом на лосося и сельдь, как в реках, так и в море, а также охота на морских и сухопутных животных. Земледелием до прихода европейцев тлинкиты не занимались.

### Материальная культура
Хорошо владели ремёслами, строили каноэ, вырезали из дерева тотемные столбы, посуду, утварь, простую мебель, плели корзины, циновки, изготовляли ткани. Ещё до прихода европейцев умели обрабатывать железо. Среди орудий труда тлинкиты использовали остроги, гарпуны, плетёные ловушки для рыб, сачки, деревянные и костяные рыболовные крючки, ножи и дубинки для глушения рыб и тюленей.
Хозяйственный год делился на 4 сезона: зима (така), весна (такуити), лето (кутан), и осень (еес). Месяц — дис, диси, то есть «луна». Начало года приходилось на июль. Обстановку дома составляли деревянные сундуки, ящики, циновки из кедровой коры, деревянная посуда. Одежда делилась не только на мужскую и женскую, но и на летнюю и зимнюю. Летом тлинкиты носили меховые накидки или рубахи из оленьей или тюленьей кожи, ходили босиком, а женщины — туникообразные рубахи-платья из кожи. Зимой к этому добавлялись штаны, представлявшие единое целое с мокасинами. На голове носили плетёные шляпы. Ценными мехами считались шкуры калана, бобра, волка, сурка. Куницу носили только вожди и знатные индейцы. Одежда богато украшалась своеобразным орнаментом, главным мотивом которого был «глаз», а также морды зверей. Точно такой же орнамент наносился на утварь, каноэ. Пища тлинкитов была разнообразна. Главным компонентом её был рыбий или тюлений жир. Основной продукт — рыба, в первую очередь лосось, сельдь. В пищу шли также крабы, моллюски, водоросли, мясо оленей, коз, баранов, медведей, тюленей, дельфинов, китов и т. д.

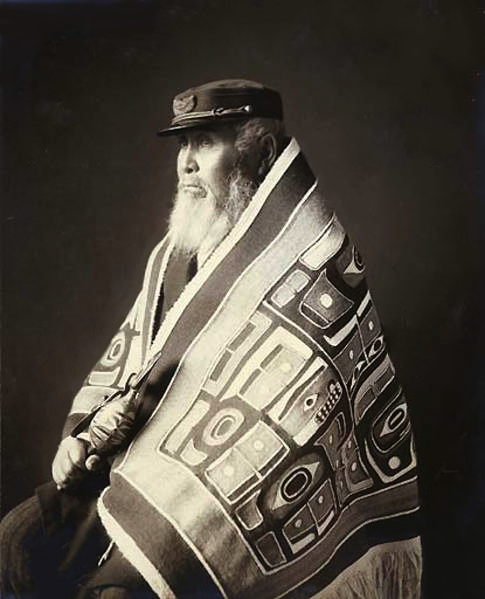
Вождь Анотклош в традиционном одеяле-чилкан с погремушкой в виде птицы в руке. Джуно, Аляска, 1913 год

### Духовная культура
Традиционные верования — магия, тотемизм, шаманизм, анимизм, представлявшие собой целостный комплекс.
Тлинкиты считали землю плоской, небо твёрдым, звёзды — кострами в жилищах духов, солнце и луна были для них живыми, понимающими язык людей. Земля, согласно мифу, покоилась на гигантском столбе в виде лапы бобра, его удерживала подземная старуха Агишануку (Айишанаку). Землетрясения происходили, по их мнению, из-за борьбы Агишануку с человеком-вороном Йэлом (главный герой их мифов, родственный Кутху). Тлинкиты верили в числовую магию, их магическим числом было 4, как и у многих народов северной Америки. Собственно, оно символизирует 4 сезона, 4 стороны света и т. д. Их мир был населён множеством духов и душ людей и животных. Духи покровительствовали озёрам, рекам, ледникам, горам и другим стихиям. Например, главным подводным духом был Конакадет. Богатый фольклор, эпос о Вороне, миф о гигантской птице-Гром по имени Хетл, распространены танцы и игры. В прикладном искусстве, как уже было сказано, была развита резьба по дереву, существовали её разные стили. Главными мотивами изображений были орлы, медведи, бобры и другие животные.
Тлинкиты верили в загробный мир собак. Туда могли попасть и люди, кто плохо обращался с животными, убивал их не ради пропитания, а также колдуны и самоубийцы.
К концу девятнадцатого века большая часть тлингитов приняли христианство, причём многие вошли в православную церковь, основанную намного раньше, во времена российской колонизации Аляски. Выбор православия мог рассматриваться как попытка более консервативных тлингитов сохранить некоторую культурную независимость от наступающей англосаксонской цивилизации США, которую связывали с пресвитерианскими миссионерами.

## Язык
Ранее основным языком тлинкитов был тлинкитский (семья на-дене), однако в настоящее время большинство носителей либо полностью перешли на английский язык, либо двуязычны. В конце XX века Майкл Краусс оценивал количество носителей тлинкитского языка в 700 человек.
При именовании у тлинкитов были распространены текнонимы: имя родителя образовывалось путём прибавления к имени ребенка слов «иш» (отец) или «тла» (мать); при этом, если у человека не было ребёнка, он мог получить имя-текноним по кличке его любимой собаки.

## Война с русскими в начале XIX века
В XVIII веке на запад Америки проникают русские, испанцы и в XIX веке англичане с французами. Особо складываются русско-тлинкитские отношения, первоначально это были конфликты, но затем отношения улучшились. Но деятельность Российско-Американской компании подрывала основу экономического благосостояния тлинкитов, ведя промысел каланов — их главного товара в торговле с англо-американцами (в России их тогда называли бостонцами). Одним из непосредственных поводов к выступлению тлинкитов стали действия капитана американского судна «Глоуб» Уильяма Каннингема — он пригрозил индейцам полным прекращением торговли, если они не избавятся от русского присутствия на их земле.
В мае 1802 года началось мощное восстание тлинкитов, стремившихся изгнать русских вместе с байдарочными флотилиями со своей земли и территориальных вод. Первая крупная стычка на материке произошла 23 мая 1802 года. В июне отряд в 600 индейцев под предводительством вождя Катлиана напал на крепость Михаила Архангела на острове Ситка. Они дождались, когда «ситкинская» партия отправилась на промысел, и атаковали крепость, в которой оставалось 15 человек. Любопытно, что и в обороне русского поселения, и в нападении на него участвовало несколько американских матросов, причём некоторые из них дезертировали с американского судна «Дженни», которым командовал капитан Джон Крокер. Через день индейцы уничтожили почти целиком маленькую партию Василия Кочесова и Алексея Евглевского, возвращавшуюся в крепость с промысла, а взятых в плен полукровок-креолов замучили пытками. К июню, в течение последовавшей серии нападений, «Ситкинская партия» из 168 человек была полностью разгромлена. Уцелевших русских, кадьякцев и алеутов, в том числе вызволенных из плена женщин и детей, взяли на борт оказавшиеся поблизости британский бриг «Юникорн» и два американских судна — «Алерт» и небезызвестный «Глоуб». Утрата Ситки была тяжелейшим ударом для русских колоний и лично для губернатора Баранова. Общие потери Российско-американской компании составили 24 русских и 200 алеутов. Потери тлинкитов никто не считал.
Александр Баранов с трудом удержался от немедленной мести и решил накопить силы для ответного удара. Собрав внушительную флотилию из 3 кораблей и 400 туземных байдарок, в апреле 1804 года из Якутата Баранов отправился в карательную экспедицию против тлинкитов. Он намеренно выстроил свой маршрут не по кратчайшему пути, а по огромной дуге, чтобы продемонстрировать местным индейцам военное могущество. Это ему удалось: при приближении русской эскадры тлинкиты в панике покидали свои селения и прятались в лесах. Вскоре к Баранову присоединился военный шлюп «Нева», совершавший под командованием знаменитого капитана Юрия Лисянского кругосветное путешествие. Итог битвы при Ситке был предопределён: тлинкиты были разгромлены, а вместо уничтоженной ими крепости Михаила Архангела Баранов основал поселение Ново-Архангельск, ставшее столицей Русской Америки.
Однако 20 августа 1805 года тлинкиты с союзниками сожгли Якутат и перебили остававшихся там русских и алеутов. Кроме того, тогда же в дальнем морском переходе попали в шторм и погибли ещё около 250 человек. Падение Якутата и гибель партии Демяненкова стали ещё одним тяжёлым ударом для русских колоний. Была утрачена важная хозяйственная и стратегическая база на побережье Америки.
В том же 1805 году Баранов приказал окружить остров Ши (так называют о. Ситка индейцы), на котором оставалось до нескольких тысяч тлинкитов, прятавшихся в горах, и уничтожать всех. Так был «зачищен» восьмой по величине остров Аляски, который в скорости переименовали в «остров Баранова». Война закончилась заключением перемирия, которое, однако, индейцы не признавали, поскольку оно было заключено без соблюдения соответствующих индейских обрядов. Лишь спустя 200 лет, 2-3 октября 2004 г. была проведена официальная церемония примирения между кланом киксади и Россией. Официальная церемония проводилась на поляне, рядом с тотемным столбом военного вождя киксади Катлиана. В церемонии, согласно требованию клана и благодаря сотрудничеству Службы Национальных Парков, Библиотеки Конгресса, российских историков и Культурного Центра Индейцев Юго-Востока Аляски, принимала участие проживающая в Москве Ирина Афросина — прапраправнучка первого главного правителя русских колоний в Северной Америке А. А. Баранова.